# Chiesa di Santa Maria del Soccorso (Tagliacozzo)
La chiesa di Santa Maria del Soccorso è un edificio religioso situato nel quartiere di Altolaterra a Tagliacozzo, in provincia dell'Aquila e diocesi di Avezzano.

## Storia

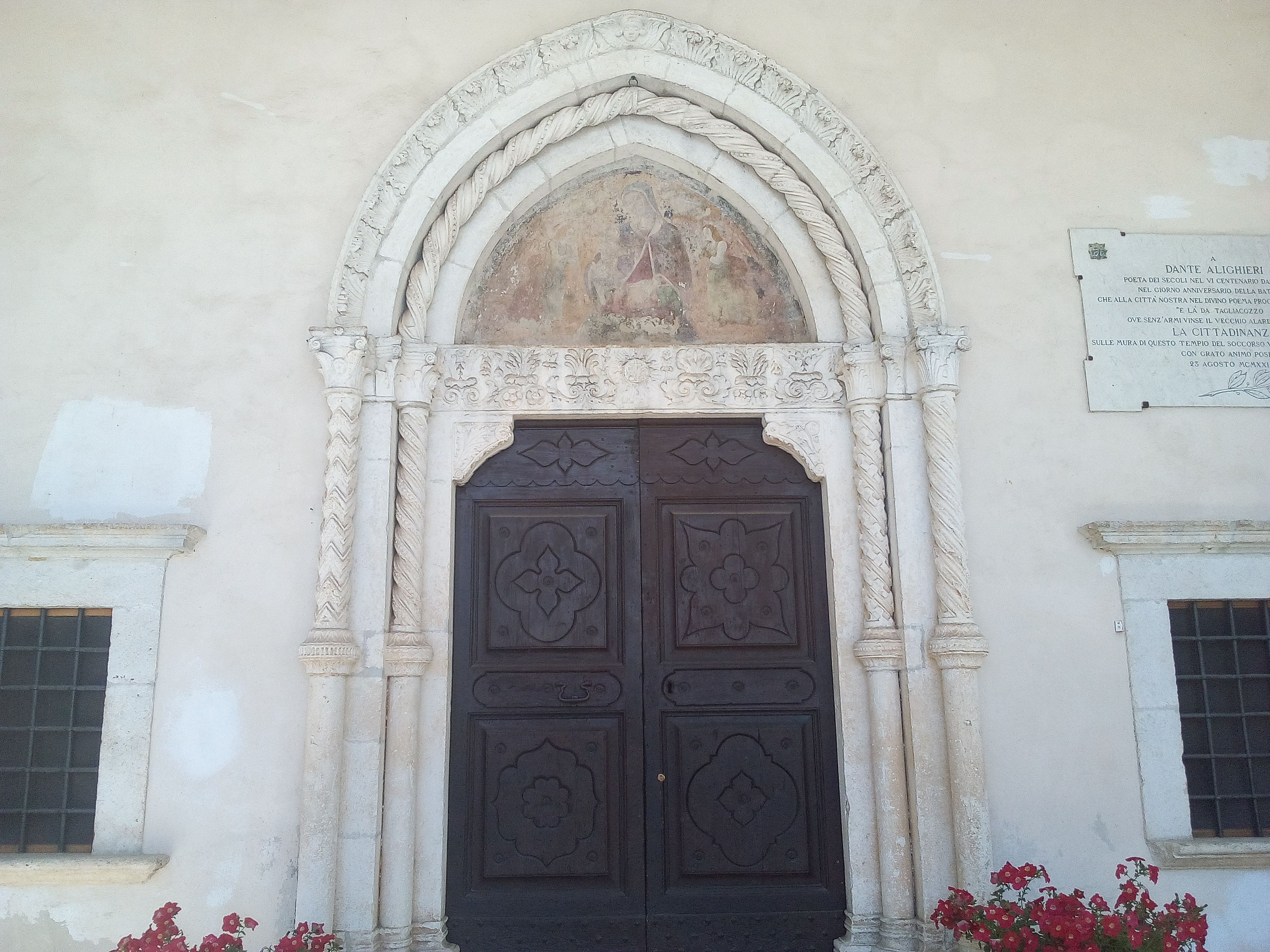
Il portale

La chiesa originaria, citata nella bolla pontificia del 1115 di Papa Pasquale II tra i possedimenti della diocesi dei Marsi come "Sancta Mariae in Furca", risale con ogni probabilità al XII secolo. L'appellativo "Furca", ovvero forca nell'accezione di passo o vado, è dovuto presumibilmente alla sua collocazione geografica, nel mezzo della fenditura montuosa di Altolaterra tra le pendici dei monti Civita e La Difesa del monte Aurunzo.
Andrea De Ponte feudatario di alcune terre marsicane fece erigere intorno al Duecento una torre di avvistamento nei pressi della chiesuola di Santa Maria in Forca.
Rimaneggiata più volte a cominciare dal XIV secolo, fu abbellita dagli Orsini e successivamente dai Colonna, signori del ducato di Tagliacozzo e della contea di Albe fino all'abolizione del feudalesimo. Nel 1495 la chiesa fu ampliata e impreziosita con l'aggiunta del portale sovrastato dagli affreschi in lunetta risalenti allo stesso periodo.
Nella prima metà del Cinquecento furono realizzati il portico, per proteggere in modo adeguato gli affreschi, le altre opere d'arte posizionate esteriormente e il campanile.
Danneggiata dai terremoti del Settecento e dal terremoto della Marsica del 1915 in modo non irreparabile è stata oggetto di più restauri. 
Nel 1946 Roberto Rossellini la scelse tra le location del film Desiderio. 
Negli anni ottanta è stato messo in sicurezza il tetto dell'edificio religioso.

## Descrizione
La chiesa a navata unica, ingrandita nel corso dei secoli XV e XVI, si caratterizza per il portico e il portale in stile rinascimentale. Il campanile che svetta lateralmente risale al XVI secolo.
Alcune tracce dell'edificio duecentesco si trovano posteriormente nella sagrestia. Due piccoli quadri collocati nell'altare maggiore e alcuni affreschi della seconda metà del XVI secolo sono opera di Angelo Guerra d'Anagni.
Sul retro sono visibili le tracce dell'ospedale-ricovero realizzato in seguito alla diffusione della peste.
Sul monte che la domina si trovano i ruderi del castello di Tagliacozzo e la chiesa del Calvario con le stazioni della Via Crucis.